# エストニア人の一覧
エストニア人の一覧（エストニアじんのいちらん）では、現在のエストニアの出身者を一覧する。
著名なエストニア地域出身者の一覧とするため、ここにあげられた人物が民族的にエストニア人に属するとは限らない。

## ア行
- ウルモ・アーヴァ（英語版） - ラリードライバー。
- マレット・アニ (1982 - ) - 女子テニス選手
- アンドルス・アンシプ (1956 - ) - 第16代首相
- トーマス・イルヴェス - 第4代大統領（2006年- ）
- コンスタンティン・ヴァシリエフ (1984 - ) - サッカー選手 (MF)
- クリステン・ヴィークマエ (1979 - ) - サッカー選手 (FW/MF)
- ゲーロ・フォン・ヴィルパート
- ウンゲルン＝シュテルンベルク家（ウンゲルン・フォン・シュテルンベルク）
  - アレクサンドル・ウンゲルン＝シュテルンベルク
  - ロマン・ウンゲルン＝シュテルンベルク
- マリー・ウンデル（英語版） - 作家。
- ヨハン・フリードリヒ・フォン・エッショルツ
- アレクサンダー・フォン・エッティンゲン
- エルンスト・エピック - 天文学者。
- ビルギット・オイグミール - 女優、モデル、タレント、歌手
- レイラ・オガワ - 日本で活動する外国人タレント。アイチテル!（TBS系）などに出演。
- アンドレス・オペル (1974 - ) - サッカー選手 (FW)

## カ行
- ルイス・I・カーン （ルイ・カーン） - 建築家。ユダヤ系。
- カヤ・カッラス (1977 - ) - 第19代（女性初）首相
- カイア・カネピ (1985 - ) - 女子テニス選手
- アラル・カリス (1958 - ) - 第6代大統領
- ケルスティ・カリユライド (1969 - ) - 第5代（女性初）大統領
- ヴァレリー・カルピン - サッカー選手。ロシア国籍。
- カルマン・キャス - ファッションモデル。
- ヤーン・キルシプー - 自転車プロロードレース選手。
- ティウ・クイク - ファッションモデル
- カール・クラウス - 科学者。
- ラグナル・クラヴァン (1985 - ) - サッカー選手 (DF)
- マルコ・クリスタル（英語版） (1973 - ) - サッカー選手 (MF)、監督
- アーダム・ヨハン・フォン・クルーゼンシュテルン（イヴァン・クルーゼンシュテルン）
- ドミトリー・クルグロフ (1984 - ) - サッカー選手 (DF)
- エミール・クレペリン(クレーペリーン)
- フリードリヒ・レインホルト・“パパ”・クロイツヴァルト - 医師、作家。民族文学の父といわれる
cf.カレヴィポエク
- ヤーン・クロス（英語版）（ヤーン・クロッス）

- ゲルド・カンテル  - 円盤投、世界陸上出場、優勝、入賞

- エードゥアルト・フォン・ゲープハルト - 画家。
- ヴォルフガング・ケーラー - ゲシュタルト心理学者。
- パウリ・ケレス - チェスの選手。
- ローベルト・ゲルンハルト - 作家。
- オットー・フォン・コツェブー（コッツェブー）
- アレクサンドル・ゴルチャコフ - 帝政ロシア時代の政治家。
- アネット・コンタベイト (1995 - ) - 女子テニス選手、WTAファイナルズ出場

## サ行
- エリカ・サルミャーエ - 自転車競技選手。
- ウルマス・シサスク - 作曲家。
- シュトルーフェ（ストルーヴェ）家 - シュトルーヴェ家自体はアルトナの出身、プルコヴォに居住。
  - オットー・ヴィルヘルム・フォン・シュトルーフェ（シュトルーベ） - ペテルブルク近郊のプルコヴォ天文台長。
- エルハルト・シュミット - 数学者
- マティアス・ヤーコプ・シュライデン - 植物学者。
- レジナ・スーサル - モデル。
- レポ・スメラ - 作曲家。
- トーマス・ヨハン・ゼーベック - 物理学者、医師、ゼーベック効果提唱者。
- インドレク・ゼリンスキ (1974 - ) - サッカー選手 (FW)
- サスキア・アルサル（英語版） - 女子スピードスケート選手

## タ行
- オィット・タナック - ラリードライバー。
- エンデル・タルヴィング - 心理学者。カナダ人。
- レイン・ターラミャエ - 自転車競技選手
- アントン・タンムサーレ（タムサーレ）
- デヒーオ家
  - ゲオルク・デヒーオ - 美術史家
- エドゥアルド・トゥビン - 作曲家
- エリッキ＝スヴェン・トゥール - 作曲家
- ハンス・ドラーゲンドルフ（英語版）
- ヴェリョ・トルミス - 作曲家

## ナ行
- ハーラル・ヌーギセクス - 軍人、ナチス武装親衛隊下士官、騎士鉄十字章受章者
- カーテャ・ネチャエヴァ - シンガー、t.A.T.u.の元メンバーでありボーカルを担当していた
- エルキ・ノール - 十種競技の選手。

## ハ行
- ジョージ・ハッケンシュミット - 20世紀初頭のプロレスラー。
- コンスタンティン・パッツ　- 戦間期エストニア共和国首相、国老、初代大統領
- ユハン・パルツ（英語版） (1966 - ) - 第15代首相
- テオドジウス・ハルナック（英語版）
  - アドルフ・フォン・ハルナック
- アンドルス・バルニク - 陸上競技・やり投の選手。
- ライオ・ピーロヤ（英語版） (1979 - ) - サッカー選手 (DF)
- ホルゲル・プック - 児童文学作家。
- カール・エルンスト・フォン・ベーア
- ファビアーン・ゴットリープ・フォン・ベリングスハウゼン（ファジェイ・ベッリンズガウゼン）
- アルヴォ・ペルト（アルヴォ・パルト） - ミニマリズム風の作曲家。
- アレクサンダー・ファン・デア・ベレン - オーストリアの次期大統領。母がエストニア人。
- カイド・ホーヴェルソン（把瑠都 凱斗） - 政治家（エストニア議会リーギコグ議員）、実業家・タレント、元・ 大相撲力士。最高位は、東大関。
- マルト・ポーム (1972 - ) - サッカー選手 (GK)

## マ行
- パウル・マイトラ - 軍人、ナチス武装親衛隊SS少佐、騎士鉄十字章受章者
- マルティン・ マーセップ（英語版）(1974 - ) - バスケットボール選手、唯一のNBA選手（PF）、通算389得点・181リバウンド
- マルッコ・マルティン（マルコ・マーティン） - ラリードライバー、ラリーチームのオーナー。
- レナルト・メリ - 政治家、作家、映画監督。第2代エストニア大統領(1992年-2001年)

## ヤ行
- エナル・ヤーガー (1984 - ) - サッカー選手 (DF)
- ヤルヴィ（曖昧さ回避）
  - クリスチャン・ヤルヴィ - 指揮者。
  - ネーメ・ヤルヴィ - 指揮者。
  - パーヴォ・ヤルヴィ - 指揮者。
  - マーリカ・ヤルヴィ - フルート奏者。
- ヤーコプ・フォン・ユクスキュル - 生物学者

## ラ行
- ユリ・ラタス (1978 - ) - 第18代首相
- リーサゲル
- ハーラル・リイパル - 軍人、ナチス武装親衛隊SS中佐、騎士鉄十字章受章者
- アレクサンダー・リッター - ヴァイオリニスト、指揮者、作曲家
- アルノルド・リューテル - 政治家。第3代エストニア大統領（2001年-2006年）。イングリット・リューテルの夫。
- イングリッド・リューテル - 民俗学者、民族誌学者。アルノルド・リューテルの妻。
- マルティン・レイム (1971 - ) - サッカー選手 (MF)、監督
- アルフォンス・レバネ - 軍人、ナチス武装親衛隊SS大佐、柏葉騎士鉄十字章受章者
- ハインリヒ・レンツ - 物理学者、レンツの法則提唱者。
- ターヴィ・ロイヴァス (1979 - ) - 第17代首相
- アルフレート・ローゼンベルク - ナチス・ドイツの政治家。バルト・ドイツ人。
- ニコライ・ロパトニコフ - 作曲家。

## 在外者、エストニア系
- ミーナ・スヴァーリ - アメリカ合衆国の女優。
- ボリス・ブラッハー - ドイツの現代音楽の作曲家。
- ヘルマン・ヘッセ - ドイツの作家。

## エストニアで活躍した人物
- 西村英将 - 日本人声楽家・合唱指揮者・作曲家。エストニアを活動の拠点としている。
- ズラブ・ノガイデリ - グルジアの政治家、現グルジア首相。エストニア科学アカデミーで研修を受ける。
- マイケル・パーク - イギリスのラリー選手（コ・ドライバー）。マルッコ・マルティンのパートナー。2005年、競技中に事故死。タリンに記念碑が建てられている。
- ジェルマン・アンリ・ヘス - スイス出身、のちロシアに居住した科学者。エストニアの大学で学ぶ。